# Qirqas Palestinah
Qirqas Palestinah é um filme de drama israelita de 1998 dirigido e escrito por Eyal Halfon. Foi selecionado como representante de Israel à edição do Oscar 1999, organizada pela Academia de Artes e Ciências Cinematográficas.

## Elenco
- Yoram Hattab - Shimshon Bleiberg
- Jenya Dodina - Marianna Stasenko
- Amos Lavi - Oz
- Vladimir Friedman - Circus Boss
- Bassam Zo'amat - Ibrahim
- Rinan Haim - Lugassi